# Chattahoochee Hills
Chattahoochee Hills – miasto w Stanach Zjednoczonych, w stanie Georgia, w hrabstwie Fulton.